# Niederlausitz
Niederlausitz (sorabă: Delnja Łužica, pol..: Dolne Łużyce, lat. Lusatia inferior) este o regiune situată în sudul landului Brandenburg și în vestul Poloniei. În centrul regiunii este situat orașul Cottbus. Regiunea se limitează în sud cu Oberlausitz. În ambele regiuni trăiesc sorabii o ramură a slavilor de vest.

## Stemă
Din anul 1363 regiunea Niederlausitz are o stemă proprie, care reprezintă un taur de argint. Din 1378, anul morții împăratului Carol al IV-lea, taurul de pe stemă va fi de culoare roșie cu o coamă argintie, această stemă este asemănătoare cu cea a orașului Luckau, care era în Evul Mediu printre cele mai mari dintre cele șapte orașe din regiune.  Acestea fiind Lübben, Calau, Spremberg, Cottbus, Guben și Sorau (azi în Polonia). Prin secolul al XV-lea și al XVI-lea capitala regiunii era Lübben.